# La Sainte Trinité (groupe)
La Sainte Trinité est un groupe québécois de musique rock.

## Œuvre

### Albums
- Triniterre (1971)